# Brasso Caparo Village
Brasso Caparo Village es una villa de Trinidad y Tobago, que forma parte de la región de Couva-Tabaquite-Talparo.

## Geografía
La villa abarca parte de la isla Trinidad y limita al norte con Chickland y Caparo al sur con Pepper Village y Brasso Manuel Junction al este con Flanagin Town y Brasso Manuel Junction y al oeste con Chickland, Gran Couva y Pepper Village.

## Demografía
Datos demográficos de la villa de Brasso Caparo Village:
| Gráfica de evolución demográfica de Brasso Caparo Village entre 2000 y 2011 |
|                                                                             |